# Extended play

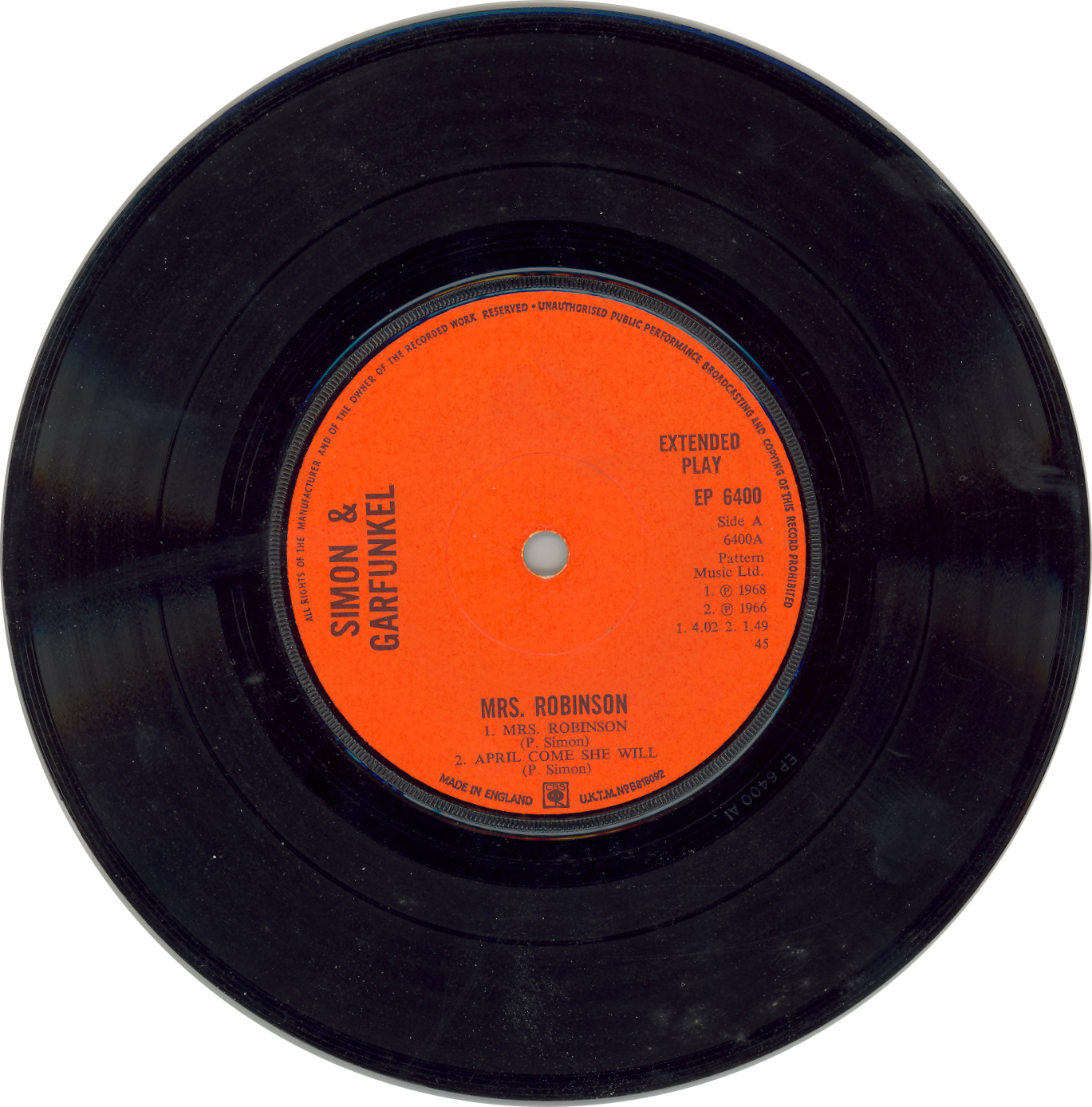
EP de Mrs Robinson de Simon & Garfunkel

Un EP o epé (extended play), también llamado miniálbum, es una sigla inglesa que traducida al español significa «reproducción extendida» y se utiliza como denominación para un formato de grabación musical.  Los álbumes están divididos por tres tipos: sencillo, EP y LP (long play). La duración de un EP es muy larga para considerarse como sencillo y muy corta para considerarse como álbum.
Inicialmente se llamó EP al disco de vinilo de siete pulgadas de diámetro grabado a 33 revoluciones por minuto (RPM). Esta diferencia de velocidad con respecto al sencillo, grabado a 45 RPM, le permitía tener una duración mayor (un máximo de 25 minutos, doce y medio por cada cara) frente a la duración del sencillo, cuya duración máxima no podía superar los 15 minutos. Cuando los vinilos se tipificaron a 33 RPM, se llamó EP a aquellos discos de siete pulgadas que tenían más de una canción por cara.
Con la llegada del disco compacto, la distinción entre sencillo, EP y LP (álbum) es arbitraria, y está basada en factores tanto artísticos como comerciales. Generalmente, un EP tiene una duración máxima de 20 a 25 minutos y suele ser un disco tipo mini-CD; a partir de ese tiempo ya suele hablarse de un disco de larga duración (LP).